# جرذ عاض
جرذ عاض (الاسم العلمي: Rattus mordax) (بالإنجليزية: Eastern New Guinea Rat)‏ هو نوع من الحيوانات يتبع جنس الجرذ من الفصيلة الفأرية.